# Delta Velorum
Delta Velorum (δ Vel, δ Velorum) é um sistema estelar na constelação de Vela que está a aproximadamente 80 anos-luz da Terra. Às vezes ele é chamado do nome chinês Koo She 弧矢 (em mandarim húshǐ), que significa 'Arcos e Flechas'.
O sistema é composto por dois pares de estrelas binárias. A estrela mais brilhante, δ Velorum A, é uma anã branca de tipo A da sequência principal com uma magnitude aparente 2,03. Sua companheira, δ Velorum B, tem magnitude aparente  5,1 e é separado do componente A por 2,6 segundos de arco.
O segundo par de estrelas está a 69 segundos de arco de primeiro, e é composto pelas estrelas δ Velorum C e δ Velorum D, de magnitude aparente 11,0 e 13,5, respectivamente. Elas estão a 6 segundos de arco de distância.